# Pararotruda nesiotica
Pararotruda nesiotica is een vlinder uit de familie snuitmotten (Pyralidae). De wetenschappelijke naam is voor het eerst geldig gepubliceerd in 1911 door Rebel.
De soort komt voor in Europa.